# Turmero (Venezuela)
Pour les articles homonymes, voir Turmero.
Turmero est une ville du Venezuela, capitale de la paroisse civile de Turmero et chef-lieu de la municipalité de Santiago Mariño dans l'État d'Aragua. Située à 10 kilomètres du centre de la capitale de l'État, Maracay, elle constitue une ville de la banlieue est de l'agglomération.

## Étymologie
Le nom de Turmero provient de turma, le nom en langue chibcha originaire des hauts plateaux andins du Pérou donné à une variété d'igname. Le suffixe *ero y ajoute un sens d'abondance et un genre masculin.

## Histoire
La localité de Turmero est érigée en paroisse le 27 novembre 1620 lorsque le prêtre Gabriel Mendoza fonde l'église Nuestra Señora de Candelaria sur un site existant, sur ordre du roi d'Espagne, Philippe III. Le site antérieur à la paroisse aurait été fondé par Pierre Villacastín, mais aucune source écrite ne permet de l'affirmer.

## Sources
- (es) Cet article est partiellement ou en totalité issu de l’article de Wikipédia en espagnol intitulé « Turmero » (voir la liste des auteurs).